# Christine Benoit
Christine Benoit (* 13. August 1972) ist die erste Frau in den Seychellen, die als anglikanischer Priester ordiniert wurde.

## Leben
Christine Benoit wurde am 13. August 1972 geboren.

### Ausbildung
Sie erwarb 1993 einen Abschluss in Business Studies and Accounting an der Seychelles Polytechnic.
2002 machte sie Abschlüsse in Theologie und Ministry mit Auszeichnung am College of the Transfiguration in Grahamstown, Südafrika.

### Karriere
Von April 1993 bis Januar 2000 arbeitete Benoit in der Internal Audit Division des Finanzministeriums der Seychellen.
2004 wurde Benoit als erste Frau als anglikanischer Deacon in der Diocese of Seychelles.
Am 26. November 2006 wurde sie zur Priesterin ordiniert. Der Weihe-Gottesdienst erfolgte in St. Paul’s Cathedral in Victoria. Konsekrator war Bischof Santosh Marray.
Im März 2017 wurde sie als eine der „14 inspiring women of Seychelles“ nominiert.
Im Juli 2017 wurde sie als Mitglied des National AIDS Council of Seychelles ernannt.
Bis 2017 war Benoit die „only female Reverend in the Indian Ocean“ (einzige Priesterin im Gebiet des Indischen Ozean). Sie hat ihre Gemeinde in der Holy Saviour’s Church in Anse Royale, Seychellen.